# Nasrah Habiballah
Nasrah Habiballah (Zierikzee, 1987) is een Nederlandse journalist en sinds 1 januari 2023 correspondent Israël en Palestijnse gebieden voor de NOS.

## Loopbaan
Habiballah studeerde van 2006 tot 2011 journalistiek aan de Fontys Hogeschool in Tilburg. Ze liep in 2008 stage bij de Palestijnse ngo Pyalara en in 2010 bij het NOS Jeugdjournaal. Ze studeerde in 2011 een half jaar Arabisch aan de Universiteit van Bir Zeit op de Westelijke Jordaanoever en deed in 2012 en 2013 een master conflictsituaties aan de Universiteit van Haifa in Israël. In 2013 liep ze stage bij de Israëlische ngo Shatil. Na haar afstuderen ging ze vanaf 2010 als freelance redacteur bij de Nederlandse Publieke Omroep werken en kwam in 2014 in dienst als redacteur, verslaggever en editor. Ze was onder meer werkzaam op verschillende redacties van de NOS en van VPRO-radioprogramma Bureau Buitenland en het Zapp Weekjournaal. In 2021 werd ze regiocorrespondent voor de NOS voor de regio Rotterdam-Den Haag. Per 1 januari 2023 volgde ze Ties Brock op als correspondent Israël en Palestijnse gebieden voor de NOS. Haar benoeming leidde naast positieve reacties ook tot 'discriminerende, seksistische' en 'haatdragende' berichten vanwege haar achternaam, aldus adjunct-hoofdredacteur Wilma Haan van de NOS.

## Persoonlijk
Habiballah groeide op in Zierikzee. Ze heeft een Palestijnse vader afkomstig uit Ein Mahil, bij Nazareth in Israël en een Nederlandse moeder die elkaar leerden kennen in de shoarmazaak die haar vader met een compagnon tussen 1984 en 1986 dreef. Ze heeft naast een Nederlands ook een Israëlisch paspoort. Habiballah is gehuwd en heeft een dochter.